# Pierre Png
Pierre Theodore Png Tiang Huat (cinese semplificato: 方展发; cinese tradizionale:  方展發; pinyin: Fāng Zhǎnfā; Singapore, 29 ottobre 1973) è un attore singaporiano di origine peranakan.

## Biografia
Di famiglia cattolica, ha studiato alla  Holy Innocents' High School e inizia a recitare nel 1998 in Forever Fever dopo aver completato il servizio di leva a Singapore. Lo stesso anno vince il talent show di Channel 5 The Fame Awards e debutta sul canale nella popolare sitcom Phua Chu Kang Pte Ltd. 
Successivamente recita in molte fiction in lingua cinese su Channel 8 e nel 2001 è candidato agli Star Awards quale esordiente più popolare. A questi premi viene poi candidato per la prima volta quale miglior attore per The Shining Star nel 2006, ma lo vince solamente alla sua quarta candidatura nel 2014 per The Journey: A Voyage. Sempre nel 2014 recita nel blockbuster Zero Calling di Channel 5 e vince l'Asian Television Awards come miglior attore.
Nel 2018 ottiene la notorietà internazionale con l'americano Crazy & Rich di Jon M. Chu.

## Vita privata
Sposato con l'ex attrice Andrea De Cruz dal 2003, i due si frequentavano dal 1999. La loro relazione divenne di dominio pubblico quando Png donò metà del proprio fegato alla De Cruz, affetta da insufficienza epatica. La coppia non ha figli.

## Filmografia

### Cinema
- Forever Fever, di Glen Goei (1998)
- Chicken Rice War, di Chee Kong Cheah (2000)
- Neung buak neung pen soon, di Danny Pang (2002)
- The Eye, di Danny Pang e Oxide Pang Chun (2002)
- Seed of Contention, di Ana Marie Laperal (2006)
- Crazy & Rich (Crazy Rich Asians), di Jon M. Chu (2018)

### Televisione

#### Fiction in inglese
- Phua Chu Kang Pte Ltd (1997)
- Zero Calling (2014)
- Mata Mata 2 (2014)
- Zero Calling 2 (2015)
- Missing (2018)

#### Fiction in cinese
- Growing Up (1998)
- Money (2000)
- The Hotel (2001)
- In Pursuit of Peace (2001)
- Holland V (2003)
- Room in My Heart (2004)
- Portrait of Home (2005)
- Portrait of Home II (2005)
- An Enchanted Life (2006)
- The Shining Star (2006)
- Yours Always (2006)
- Dear, Dear Son-In-Law (2007)
- Honour and Passion (2007)
- Mars vs Venus (2007)
- The Defining Moment (沸腾冰点) (2008)
- The Little Nyonya (小娘惹) (2008)
- Your Hand in Mine (想喔你的手) (2009)
- The Score (无花果) (2010)
- A Tale of 2 Cities (乐在双城) (2011)
- The In-Laws (麻婆斗妇) (2011)
- Rescue 995 (995) (2012)
- Pillow Talk (再见单人床) (2012)
- Beyond (X元素) (2012)
- C.L.I.F. 2 (警徽天职2) (2013)
- Marry Me (我要嫁出去) (2013)
- The Journey: A Voyage (信约：唐山到南洋) (2013)
- C.L.I.F. 3 (警徽天职3) (2014)
- In The Name of Love (最爱是你) (2014)
- Life Is Beautiful (初一的心愿) (2015)
- Beyond Words (爱要怎么说) (2016)
- The Gentlemen (来自水星的男人) (2016)
- Home Truly (回家) (2017)
- When Duty Calls (卫国先锋) (2017)
- A Lonely Fish (寂寞鱼.听见) (2018)
- VIC (维多利亚的模力) (2018)
- Love At Cavenagh Bridge (加文纳桥的约定) (2018)
- You Can Be An Angel 3 (你也可以是天使3) (2018)
- Limited Edition (我是限量版) (2019)
- Finally Love (爱起航) (2019)
- My Dear Neighbours (我的左邻右里) (2019)